# Біггс (Каліфорнія)
Біггс (англ. Biggs) — місто (англ. city) в США, в окрузі Б'ютт штату Каліфорнія. Населення — 1964 особи (2020).

## Географія
Біггс розташований за координатами 39°24′48″ пн. ш. 121°42′36″ зх. д. / 39.41333° пн. ш. 121.71000° зх. д. (39.413291, -121.710076).  За даними Бюро перепису населення США в 2010 році місто мало площу 1,65 км², уся площа — суходіл.

## Демографія
Згідно з переписом 2010 року, у місті мешкало 1707 осіб у 565 домогосподарствах у складі 444 родин. Густота населення становила 1037 осіб/км².  Було 617 помешкань (375/км²).
Расовий склад населення:
| - 76,3 % — білих - 3,2 % — корінних американців - 0,6 % — чорних або афроамериканців - 0,5 % — азіатів - 0,1 % — вихідців з тихоокеанських островів - 14,8 % — осіб інших рас |

До двох чи більше рас належало 4,6 %. Частка іспаномовних становила 34,0 % від усіх жителів.
За віковим діапазоном населення розподілялося таким чином: 28,1 % — особи молодші 18 років, 61,0 % — особи у віці 18—64 років, 10,9 % — особи у віці 65 років та старші. Медіана віку мешканця становила 35,1 року. На 100 осіб жіночої статі у місті припадало 94,6 чоловіків;  на 100 жінок у віці від 18 років та старших — 89,9 чоловіків також старших 18 років.
Середній дохід на одне домашнє господарство  становив 50 168 доларів США (медіана — 34 911), а середній дохід на одну сім'ю — 49 660 доларів (медіана — 39 375). Медіана доходів становила 31 731 долар для чоловіків та 30 347 доларів для жінок. За межею бідності перебувало 27,8 % осіб, у тому числі 49,9 % дітей у віці до 18 років та 7,5 % осіб у віці 65 років та старших.
Цивільне працевлаштоване населення становило 630 осіб. Основні галузі зайнятості: освіта, охорона здоров'я та соціальна допомога — 25,1 %, сільське господарство, лісництво, риболовля — 17,3 %, виробництво — 13,3 %, науковці, спеціалісти, менеджери — 10,8 %.